# محمود عزیزی
محمود عزیزی (زاده ۴ آذر ۱۳۲۳) بازیگر، نویسنده، کارگردان و مدرس تئاتر، تلویزیون و سینما ایران است. او هم‌اکنون عضو هیئت علمی و استاد تمام دانشکده هنرهای نمایشی و موسیقی، پردیس هنرهای زیبای دانشگاه تهران است.
عزیزی برای شرکت در انتخابات مجلس دهم ثبت نام کرد و صلاحیتش مورد تأیید شورای نگهبان قرار گرفت. اما با کسب جایگاه ۷۷ در تهران موفق به راهیابی به مجلس نشد.

## تحصیلات
رسالهٔ دکتری او در ۲۶۰ صفحه در سال ۱۹۸۰ دربارهٔ تعزیه و تئاتر اپیک برشت و بوطیقای ارسطویی به راهنمایی آندره واینشتاین با این مشخّصات بوده‌است:
- LA NOUVELLE LECTURE DE TAZIEH À TRAVERS UNE ÉTUDE COMPARATIVE ENTRE LA DRAMATURGIE ARISTOTÉLICIENNE ET LA DRAMATURGIE ÉPIQUE DE BRECHT

Thèse de 3e cycle: THÉÂTRE: Paris 8: 1980
MAHMOUD AZIZI SOLDOOZ ; SOUS LA DIRECTION DE ANDRÉ VEINSTEIN

## فیلم شناسی

### سینما
- دخترعمو و پسرعمو (۱۳۹۶)
- بادیگارد (۱۳۹۴)
- معراجی‌ها (۱۳۹۲)
- قلاده‌های طلا (۱۳۹۰)
- کارناوال مرگ (١٣٨٧)
- محکومین بهشت (۱۳۸۴)
- به من نگاه کن (۱۳۸۲)
- بازیگر (۱۳۷۸)
- چشمهایش (۱۳۷۸)
- دوستان (۱۳۷۸)
- متولد ماه مهر (۱۳۷۸)
- دختری با کفش‌های کتانی (۱۳۷۷)
- لیلی با من است (۱۳۷۴)
- جنگ نفت‌کش‌ها (۱۳۷۲)
- همه یک ملت (۱۳۶۹)

### تلویزیون
- یزدان[۴] (۱۴۰۳، منوچهر هادی)
- تعطیلات رویایی(۱۳۹٧، علیرضا امینی)
- معراجی‌ها (۱۳۹۳، مسعود ده نمکی)
- نوشدارو (۱۳۹۲،جواد اردکانی)
- همه بچه‌های ما (۱۳۹۲، تاجبخش فنائیان)
- راز پنهان (۱۳۹۱، فلورا سام)
- راز و نیاز (۱۳۹۰، فلورا سام)
- سی‌امین روز (۱۳۹۰، جواد افشار)
- ستایش (۱۳۸۹، سعید سلطانی)
- عبور از پاییز (۱۳۸۸، مسعود شاه‌محمدی)
- پس از سال‌ها (۱۳۸۸، اکبر خواجویی)
- زمانی برای پشیمانی (۱۳۸۷، اسماعیل فلاح پور)
- گل بارون زده (١٣٨۵، عباس رنجبر)
- به دنیا بگویید بایستد (١٣٨۴، محمدرضا آهنج)
- رسم عاشقی (۱۳۸۴، سعید سلطانی)
- روشن‌تر از خاموشی (۱۳٧٨، حسن فتحی)
- مشق عشق (۱۳۸۲، بهرام بهرامیان)
- سفر سبز (۱۳۸۱، محمدحسین لطیفی)
- بیابان عشق (۱۳۸۰ هوشنگ هدایتی) در برنامه «سیمای خانواده» شبکه ۱ پخش می‌شد.
- روزهای زندگی (۱۳۷۸–۱۳۷۷، سیروس مقدم)
- پدرخوانده (١٣٧٨، حمید قدکچیان)
- میعاد در سپیده‌دم (۱۳۷۷، سعید سلطانی)
- گم‌شده (۱۳۷۷، مسعود نوابی)
- تولدی دیگر (مجموعه تلویزیونی) (۱۳۷۷، داریوش فرهنگ)
- عملیات فوق سری[۵] (۱۳۷۵–۱۳۷۶، امیر قویدل)
- زیر چتر خورشید (۱۳۷۵، بهمن زرین‌پور )
- نیمهٔ پنهان ماه (۱۳۷۳، مجید جعفری)
- وزیرمختار (١٣٧٠، سعید نیک‌پور)
- مرغ حق (١٣۶۶، حسین مختاری)

### تئاتر
- قضیه اپن هایتمر (تله تئاتر)

### مسابقه
- مسابقه ستاره بیست (داور)